# Ornithospila odontogramma
Ornithospila odontogramma là một loài bướm đêm trong họ Geometridae.